# یواس‌اس ماراتن (پی‌جی‌ام-۸۹)
یواس‌اس ماراتن (پی‌جی‌ام-۸۹) (به انگلیسی: USS Marathon (PGM-89)) یک کشتی بود که طول آن ۱۶۵ فوت (۵۰ متر) بود. این کشتی در سال ۱۹۶۷ ساخته شد.